# Conna guttifera
Conna guttifera är en insektsart som beskrevs av Walker 1857. Conna guttifera ingår i släktet Conna och familjen Nogodinidae. Inga underarter finns listade i Catalogue of Life.